# Gravesia
Gravesia là chi thực vật có hoa trong họ Mua.